# ميليسا وثر
ميليسا وثر (بالإنجليزية: Melissa Lowther)‏ هي دراجة بريطانية، ولدت في 15 مايو 1996.

## وصلات خارجية
- ميليسا وثر على موقع الاتحاد الدولي للدراجات (الإنجليزية)
- ميليسا وثر على موقع أرشيف الدراجات (الإنجليزية)
- ميليسا وثر على موقع إحصائيات الدراجات الإحترافية (الإنجليزية)